# 솔라 (노르웨이)

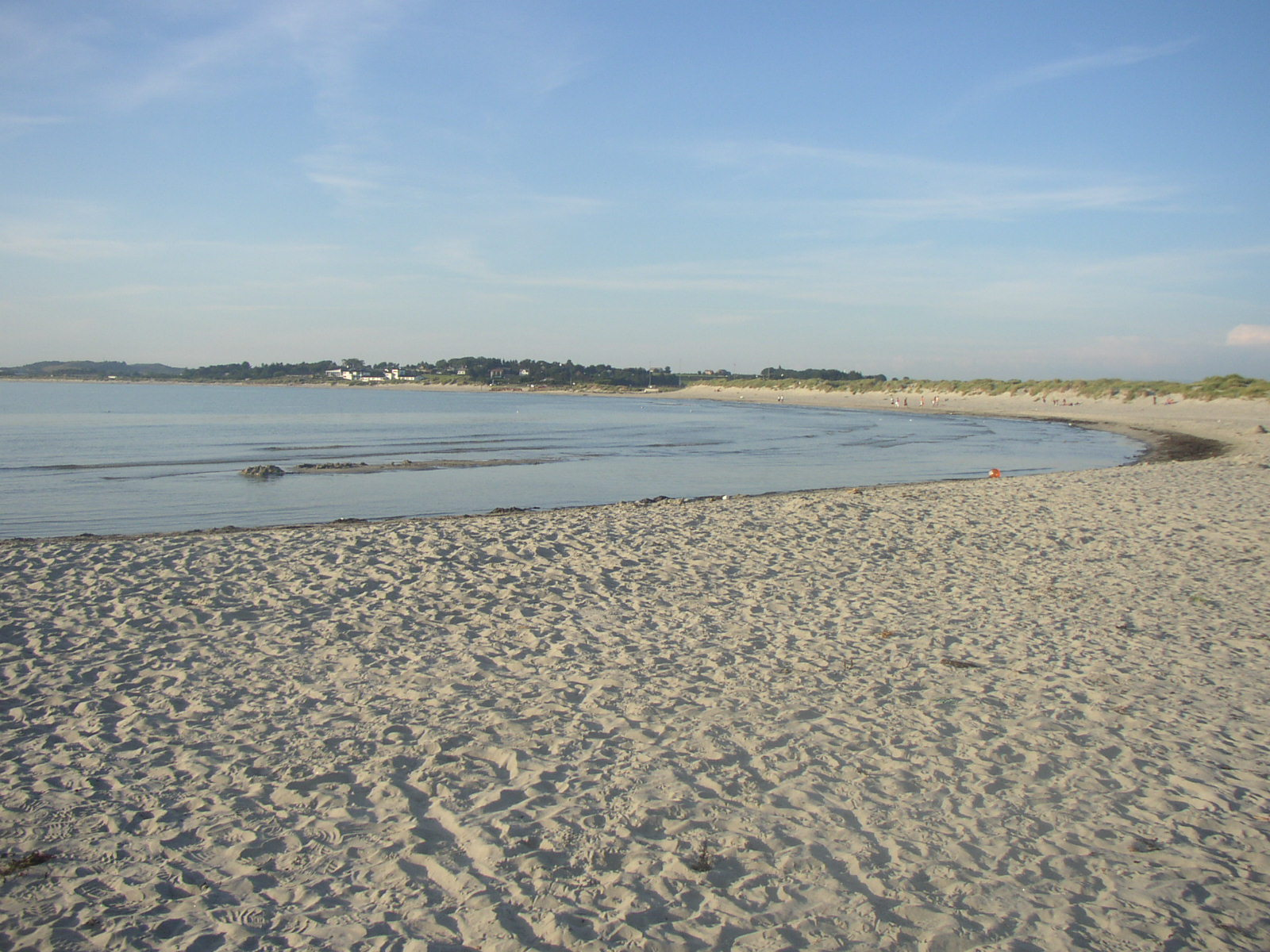
솔라

솔라(노르웨이어: Sola)는 노르웨이 로갈란주의 도시이다. 1930년 홀란드(Håland)가 솔라와 마들라로 분리되었다.
스타방에르 공항이 위치하고 있으며, 솔라의 해변은 윈드서핑 장소로 널리 잘 알려져 있다.
솔라의 근교 도시로는 스타방에르, 클레프, 산네스 등이 있다.